# Ken (jednostka miary)
Ken (jap. 間) – dawna japońska jednostka długości równa 6 shaku, ok. 1,818 metra.